# Plagiolepis singularis
Plagiolepis singularis é uma espécie de formiga do gênero Plagiolepis, pertencente à subfamília Formicinae.